# 由良成繁
參數所指定的目標頁面不存在，建議更正成存在頁面或直接建立下列一個頁面（建立前請先搜尋是否有合適的存在頁面可以取代）：
- 横瀨成繁 (室町時代)

由良成繁（1506年—1578年8月3日）是日本戰國時代至安土桃山時代的武將。父親是横瀨泰繁。
横瀨氏是小野氏流横山氏的一族，新田四天王之一由良具滋的末裔。

## 生平
在永正3年（1506年）出生，家中長男。父親泰繁是上野國的戰國大名。最初是岩松氏的家老，不過以下克上，奪走主君岩松守純的新田金山城，並改姓由良。於是由良氏以戰國大名的身份獨立。
由良氏的領國上野國被武田氏、上杉氏、古河公方足利氏、後北條氏等強大勢力包圍。因此，在關東管領上杉氏、後北條氏、上杉謙信之下，立場搖擺不定。永祿12年（1569年），在北條氏康之下，與長尾當長一同對越相同盟作出很大貢獻。
天正元年（1573年），攻下館林城，並攻陷後桐生氏的居城柄杓山城，令該氏滅亡，把居城金山城讓予嫡男國繁，在天正2年（1574年）於柄杓山城隱居。建立鳳仙寺、整備城下町等，在領地內施行善政。在天正6年（1578年）於桐生死去。
妻子妙印尼是館林城城主赤井重秀的女兒，在天正12年（1584年）於金山城被北條氏攻撃之際，以71歲之齡指揮守城戰。